# Saint-Aubin-de-Scellon
Saint-Aubin-de-Scellon è un comune francese di 344 abitanti situato nel dipartimento dell'Eure nella regione della Normandia.

## Società

### Evoluzione demografica
Abitanti censiti